# (82155) 2001 FZ173
(82155) 2001 FZ173 est un objet transneptunien faisant partie des objets épars de magnitude absolue 6,2. 
L'estimation du diamètre de (82155) 2001 FZ173 se situe entre 210 et 360 km, en fonction de l'albédo retenu, il pourrait être qualifié comme un candidat au statut de planète naine.